# Moda modesta

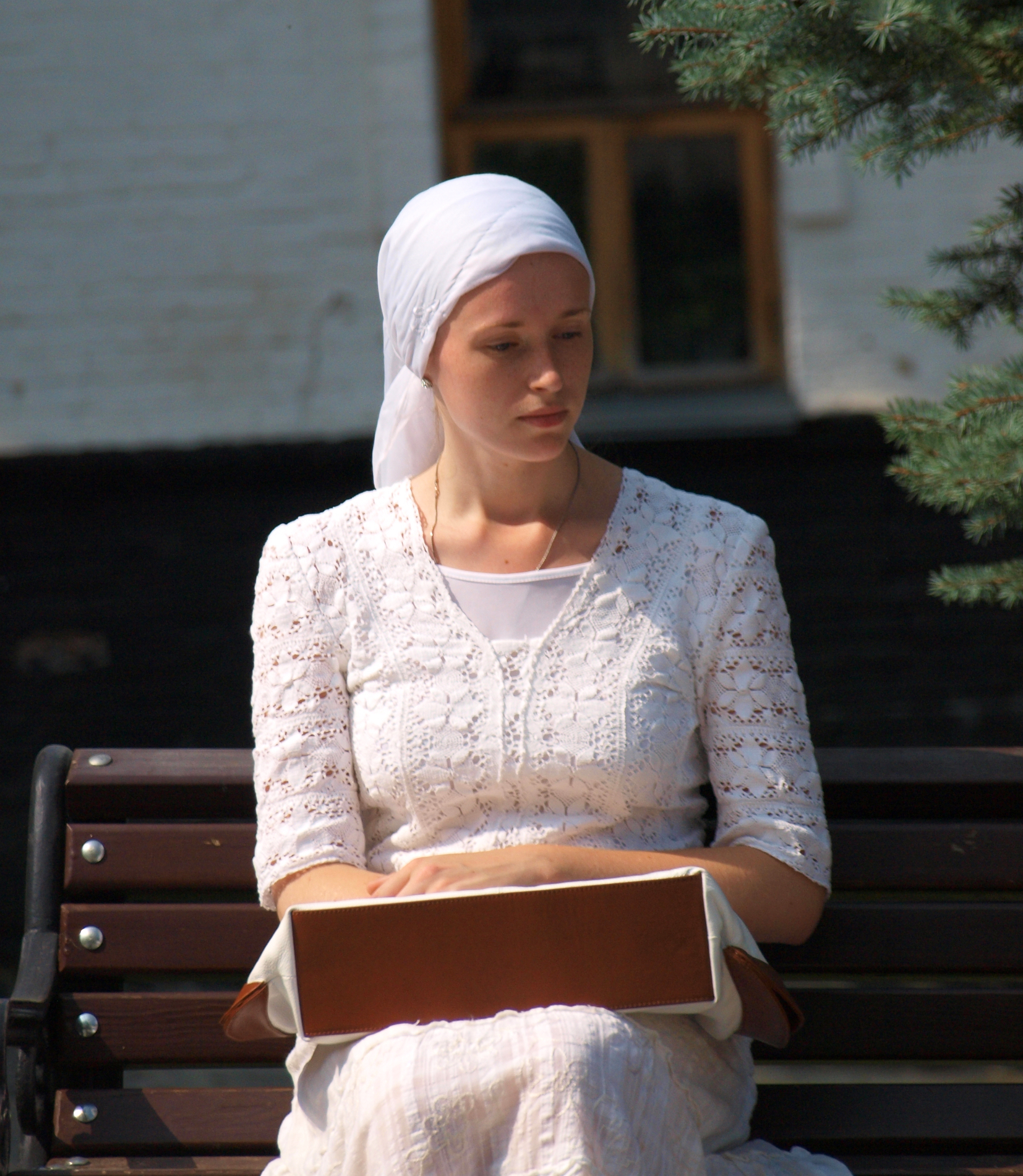
Uma mulher ortodoxa oriental na Ucrânia é vista usando um vestido e uma touca cristã.

O termo moda modesta ou vestimenta modesta se refere a uma tendência da moda masculina e feminina de usar roupas menos reveladoras da pele, especialmente de uma forma que satisfaça suas necessidades espirituais e estilísticas por motivos de fé, religião ou preferência pessoal. A interpretação exata de ‘modesta’ varia entre culturas e países. Não há uma interpretação inequívoca, pois é influenciada pelas características socioculturais de cada país. Além das várias interpretações, todos concordam com a ideia de que moda modesta significa roupas folgadas, vestimentas confortáveis e cobertura do corpo de acordo com o conforto da própria pessoa.
Em 28 de julho de 2015, um painel de discussão mundial foi realizado em Turim com o objetivo de definir diretrizes para a moda modesta.
O termo “modesta” pode ter interpretações variadas além das fronteiras religiosas e mesmo dentro delas. Comunalidades também podem existir; por exemplo, muitas mulheres cristãs, judaicas e muçulmanas praticam o véu de sua cabeça, com mulheres cristãs usando uma touca para a cabeça, mulheres judias usando um tichel e mulheres muçulmanas usando um hijabe.
“Há um equívoco geral de que roupas modestas são inerentemente opressivas”, disse Michelle Honig, uma jornalista de moda judaica ortodoxa e palestrante principal durante o mês da moda na Universidade de Nova Iorque para o simpósio de moda Meeting Through Modesty. “Mas se as mulheres nos chamados ‘países libertados’ ainda assim escolherem cobrir seus corpos, então fizeram uma escolha. Têm agência.”
A moda modesta entre religiões expressa o consenso de que não deve ser considerada um fator limitante do estilo. As marcas estão produzindo designs e coleções que um muçulmano ortodoxo, judeu, cristão, hindu pode usar com estilo. Dolce & Gabbana, H&M e Uniqlo são apenas alguns nomes que entraram no modesto segmento da moda, fazendo roupas que cobrem a maior parte do corpo enquanto permitem que as mulheres experimentem as últimas tendências.
No final de 2018, a moda modesta era considerada uma indústria de 250 bilhões de dólares.
Este fenômeno crescente foi estudado por acadêmicos como a professora britânica Reina Lewis, da Faculdade de Moda de Londres. Entre seus trabalhos sobre o tema podemos citar ‘Modest Fashion: Styling Bodies, Mediating Faith’ (2013) e ‘Muslim Fashion: Contemporary Style Cultures’ (2015).